# 31439 Mieyamanaka
31439 Mieyamanaka è un asteroide della fascia principale. Scoperto nel 1999, presenta un'orbita caratterizzata da un semiasse maggiore pari a 2,3057136 UA e da un'eccentricità di 0,1611807, inclinata di 5,41057° rispetto all'eclittica.